# Katharinenkapelle (Landau in der Pfalz)
Die Katharinenkapelle Landau ist eine mittelalterliche Kirche im Stadtzentrum von Landau in der Pfalz. Sie war ursprünglich eine Beginenkirche und dient heute als Gotteshaus der Altkatholiken sowie der Selbständigen Evangelisch-Lutherischen Kirche (SELK).

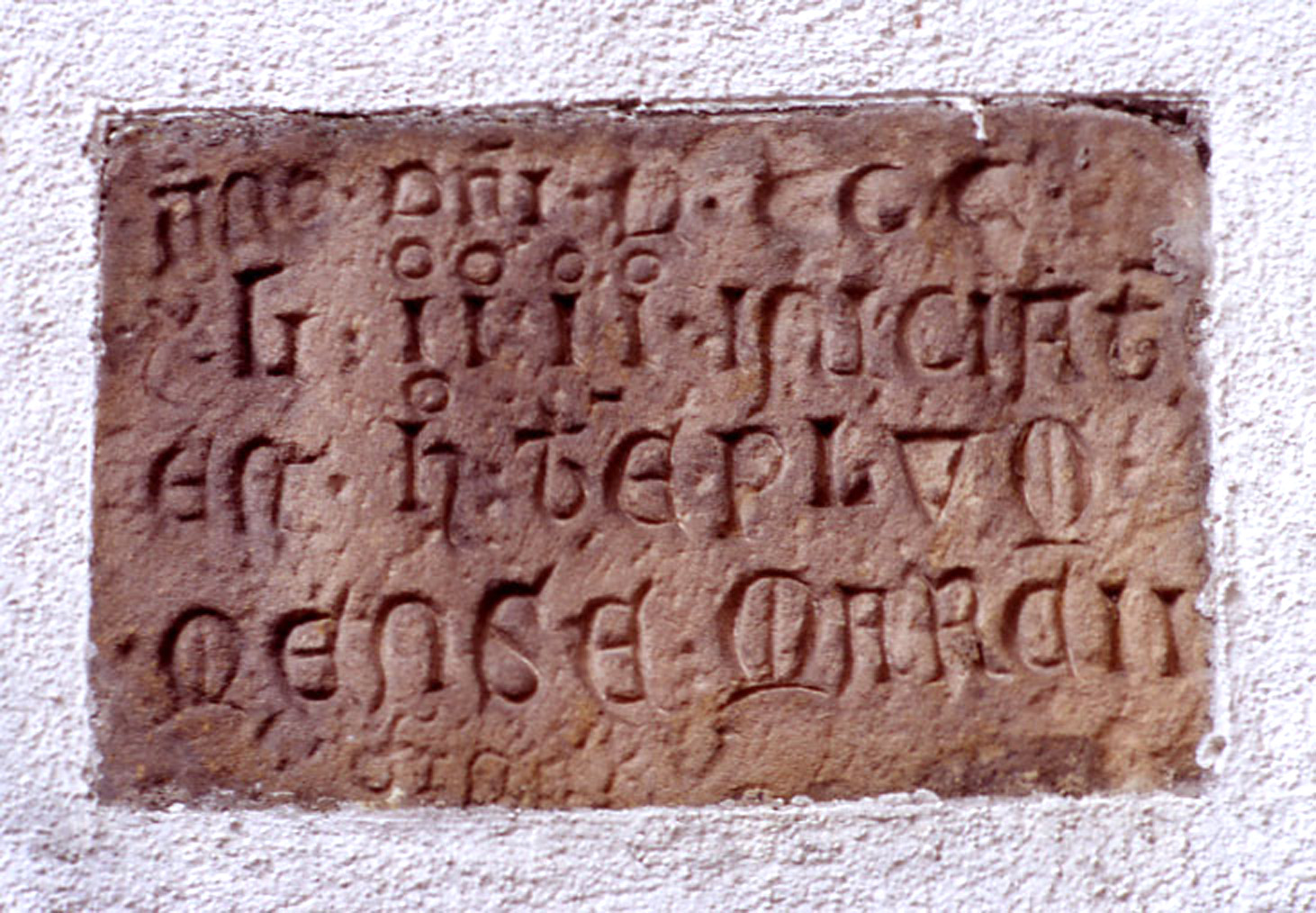
Bauinschrift der Katharinenkapelle aus dem Jahr 1344 (Zustand vor Verbringung ins Kircheninnere im Jahr 2008)

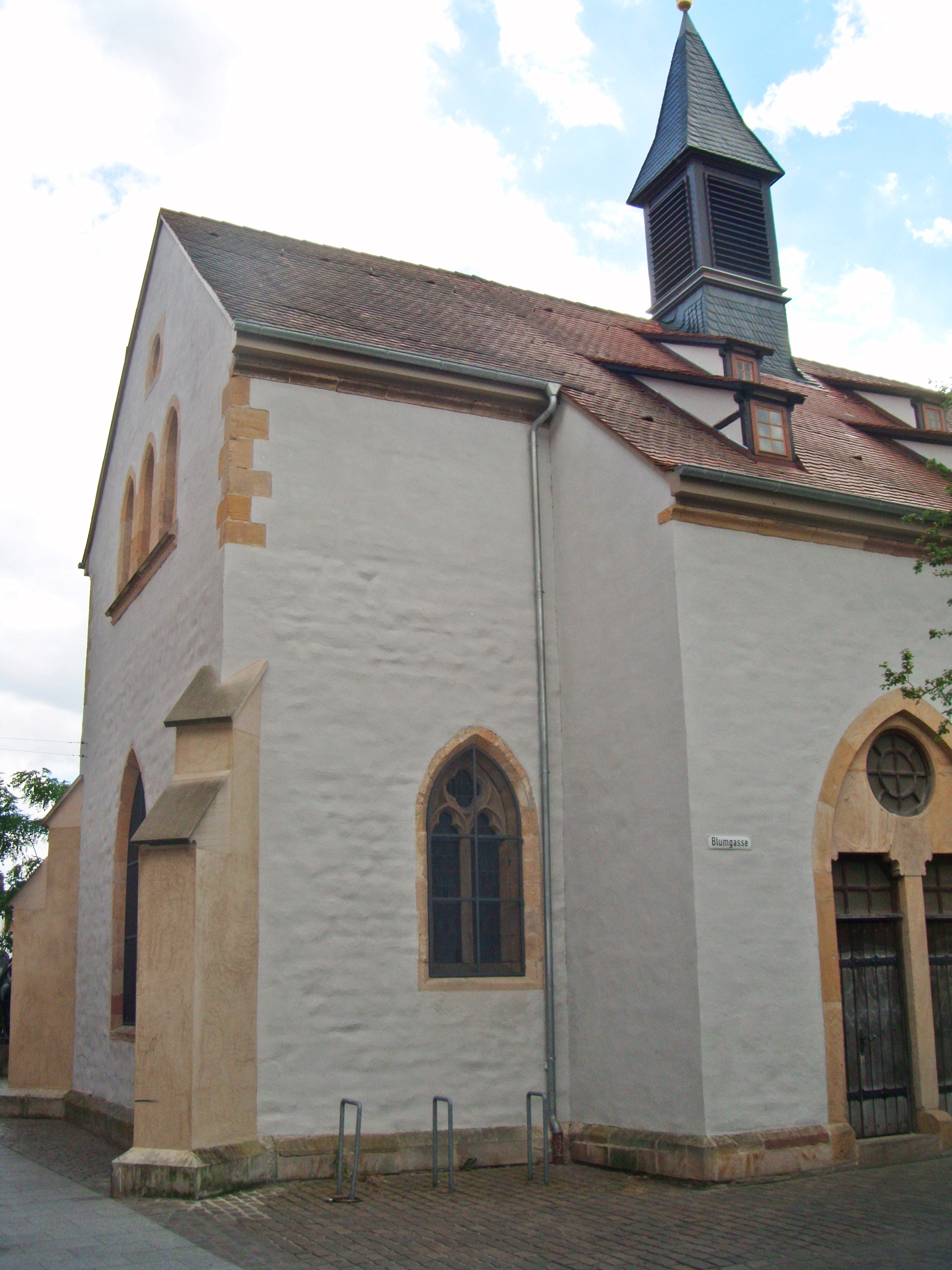
Katharinenkapelle von Nordosten

## Geschichte und Baubestand
Im März 1315 erlaubte der deutsche Gegenkönig Friedrich der Schöne die Gründung einer Beginenklause in Landau. Die Grundsteinlegung der Konventskirche erfolgte 1344, wie aus der erhaltenen Bauinschrift hervorgeht. Rat und Bürgerschaft der Stadt ließen sie für die ihnen als Krankenpflegerinnen und Totenfrauen sehr nützlichen Beginen errichten. Es handelte sich um die heute noch vorhandene kleine Saalkirche im Stil der Gotik mit eingezogenem, quadratischem Chor sowie einem Westturm. Der Chor besitzt ein Kreuzrippengewölbe mit Wappenschlusssteinen des Bistums Speyer und der Stadt Landau, das Langhaus hat eine flache Decke. Die Kapelle lag an der Nordost-Ecke des damaligen Straßenmarktes direkt gegenüber dem städtischen Kaufhaus.        
Nachdem der Großteil der Landauer Bürger schon seit 1522 dem lutherischen Bekenntnis anhing, stellte der Stadtrat 1526 fest, dass nur noch eine Begine in der Stadt lebe. Der Konvent ging unter und die Kirche diente etwa ab Mitte des 17. Jahrhunderts in den Wintermonaten bei Beerdigungen als Totenkapelle.
Ab 1680 stand Landau dauerhaft unter französischer Herrschaft, welche die Katharinenkapelle zu ihrer Garnisonskirche bestimmte. Offenbar ließen die Franzosen das Kirchenschiff mit den heutigen Arkadenbögen unterteilen, so dass im Inneren ein Mittelschiff und zwei Seitenschiffe entstanden. Nördlich und südlich des Chores verlängerte man die Langhausmauern nach Osten, trug die dortigen Strebepfeiler des eingezogenen Chores ab und gewann so zwei kleine Anbauten als Lagerraum und Sakristei. Auf der Südseite ist diese Veränderung heute wieder rückgängig gemacht. 
Im  Spanischen Erbfolgekrieg wurde Landau stark in Mitleidenschaft gezogen und auch die dortige Hauptkirche, die simultane Stiftskirche, beschädigt. An deren Stelle diente daher die Katharinenkapelle den Katholiken und Lutheranern 1702 bis 1704 als gemeinsames Gotteshaus. 1709 bzw. 1713 hat man dort zwei Offiziere der kaiserlichen Reichsarmee bestattet, deren prächtige Grabmäler sich an den östlichen Stirnseiten der Seitenschiffe befinden. Einer davon ist der General Hartmann Samuel Hoffmann von Löwenfeld (1653–1709). 
Die nach wie vor im Besitz der Stadt Landau stehende Kapelle wurde im Verlauf des 18. Jahrhunderts profaniert und diente fortan als gemeindliches Pulvermagazin, dann als Gefängnis und schließlich als Heulager. 1791 erwarb ein Weinhändler das Gebäude als Magazin. 1847 betrachtete man die heruntergekommene Kapelle als einen Schandfleck und beabsichtigte den Abriss. Dazu kam es nicht. Die Stadtverwaltung kaufte das Bauwerk zurück und richtete darin eine Fruchthalle (Markthalle) ein. Dabei wurden große Zugänge an der Nord- und Südseite angelegt, von denen noch heute der nördliche erhalten ist. Auch brach man den historischen Turm ab. Auf dem Speicher des Langhauses und des Chores entstand eine kleine Wohnung für einen Aufseher der Stadt. Hierbei stockte man den Chor im neugotischen Stil auf, wobei das Obergeschoss ein niedriges, dreiteiliges Spitzbogenfenster nach Osten erhielt.   
1872 beschloss der Landauer Stadtrat, die Katharinenkapelle wieder als Kirche herzurichten und übergab sie an die neu gegründete Altkatholische Gemeinde. Es wurde in diesem Zusammenhang der heutige Dachreiter zur Aufnahme einer neuen Glocke errichtet. Seit 1960 nutzt auch die Selbständige Evangelisch-Lutherische Kirche (SELK) die Katharinenkapelle als Gotteshaus.

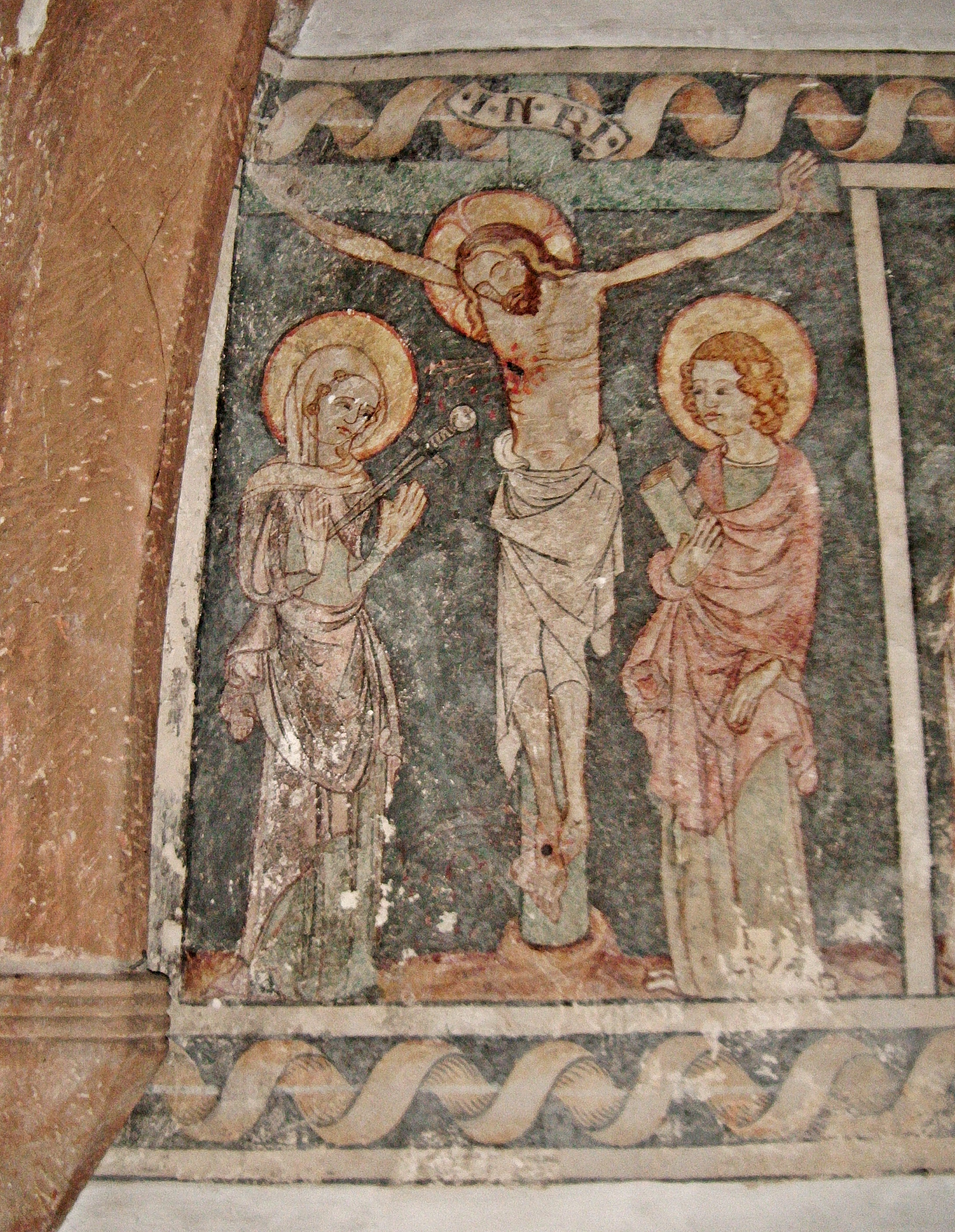
Kreuzigung, 14. Jahrhundert

## Malereien
Bei einer Renovierung in den Jahren 1958–1960 entdeckte man im Chor umlaufende Wandmalereien aus der Erbauungszeit der Kirche. Es handelt sich um einen Passionszyklus aus der zweiten Hälfte des 14. Jahrhunderts, der aber nur teilweise erhalten ist. Da in den Passionsszenen als Peiniger Jesu auch mit Judenhüten gekennzeichnete Männer erscheinen, entbrannte um die Bilder ein heftiger Streit und man trug sich sogar zeitweise mit der Absicht, sie wieder zu überdecken, was glücklicherweise nicht geschah. Kopien der relevanten Landauer Darstellungen kamen jedoch in die Antisemitismus-Dauerausstellung des Anne-Frank-Hauses, Amsterdam. Auch im Berliner Haus der Wannsee-Konferenz ist eine Kopie vorhanden.
Der Restaurator Arthur Kalbhenn, der viele mittelalterliche Malereien sehr eigenwillig und teilweise verfälschend überarbeitete, malte 1961 über dem Triumphbogen des Chores eine Kreuzigungsdarstellung mit Maria und Johannes nach einer Buchmalereivorlage sowie ein Begleitornament zum Chorbogen. Es ist nicht bekannt, ob an dieser Stelle ein originaler Befund vorlag oder ob diese Bilder frei erfunden sind. Die weitere Ausstattung der Katharinenkapelle ist modern.

## Galerie

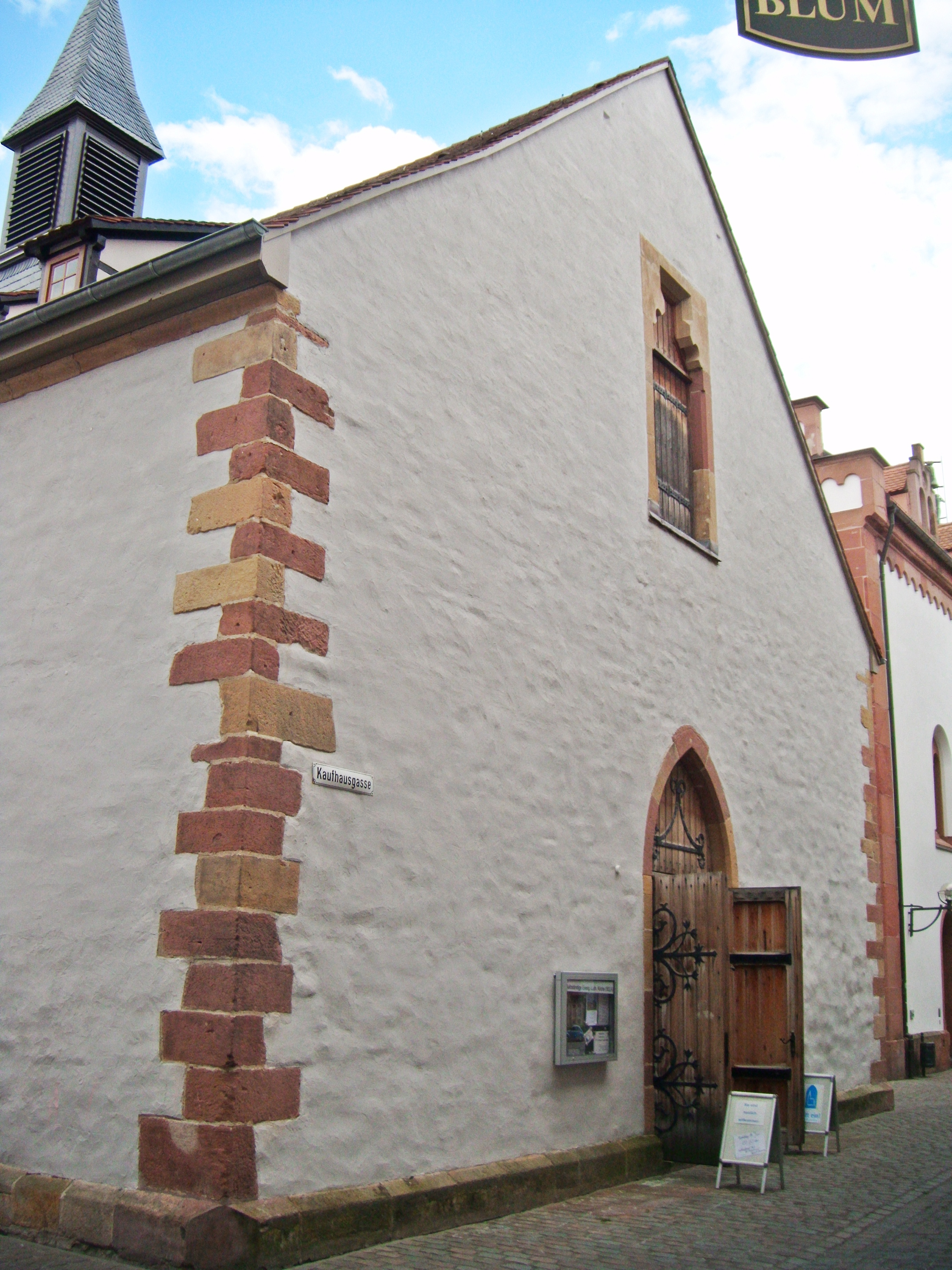
Westfassade
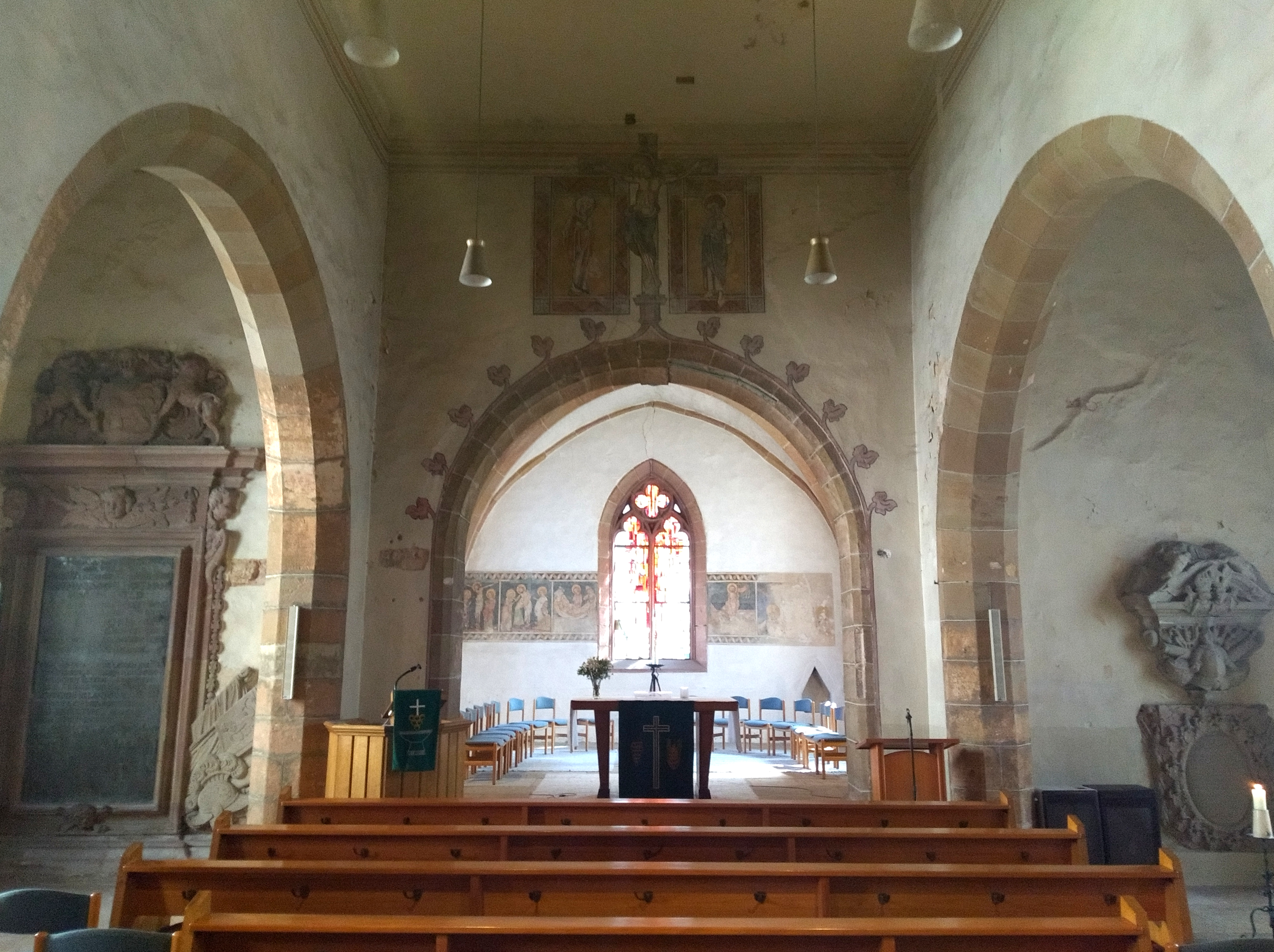
Innenansicht
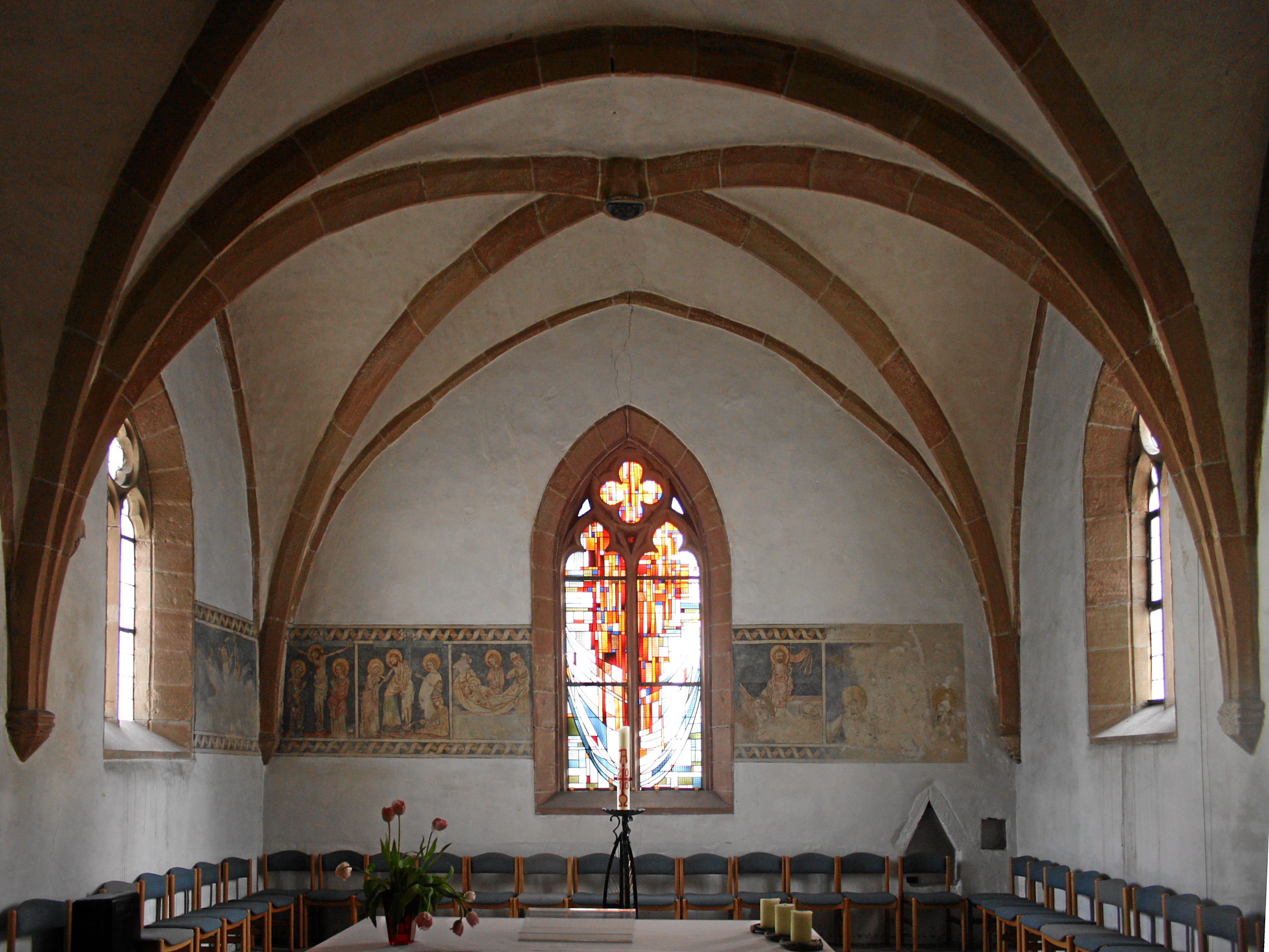
Nahaufnahme des Chorinneren
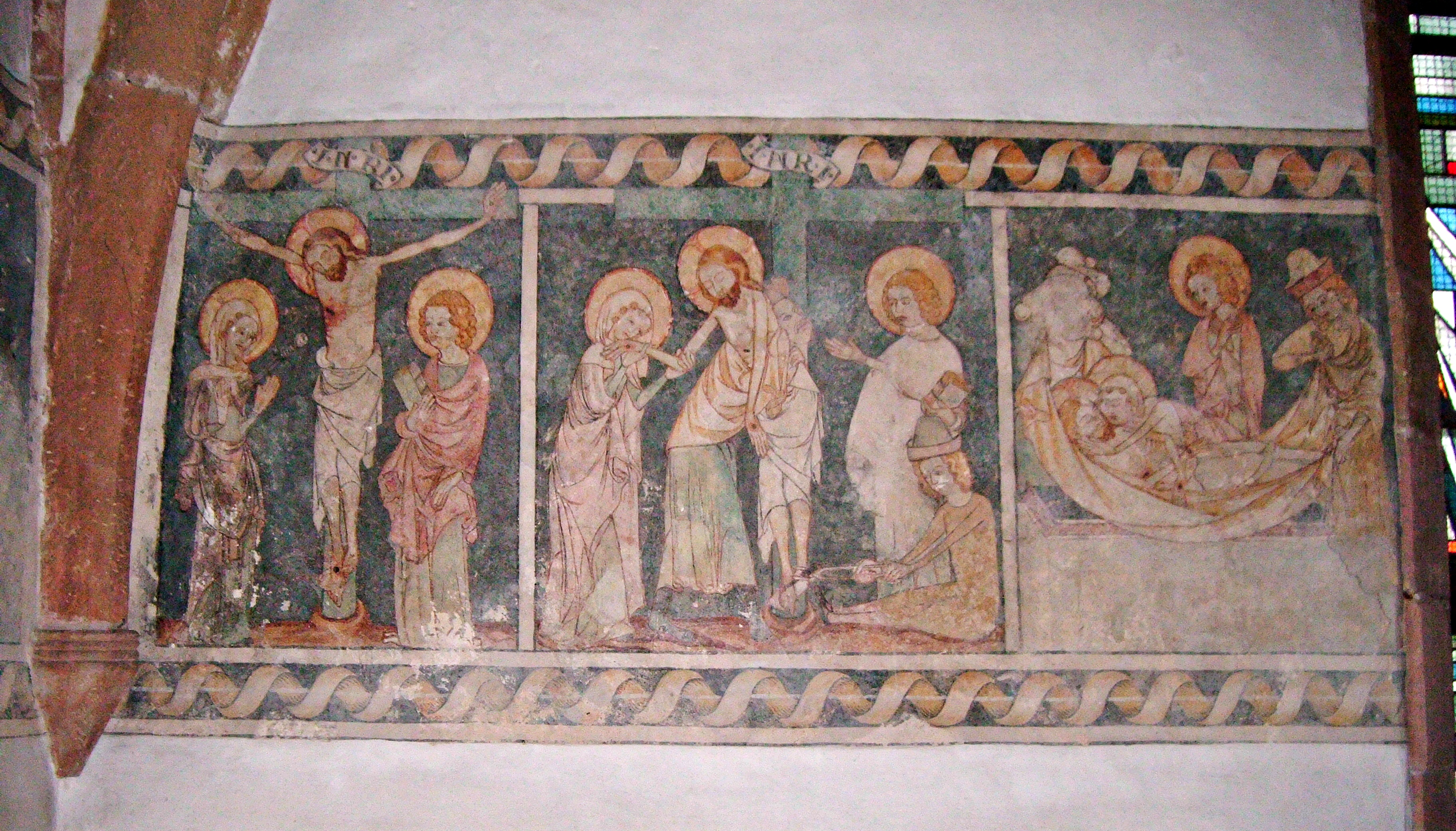
Malereien nördliche Ostwand des Chores
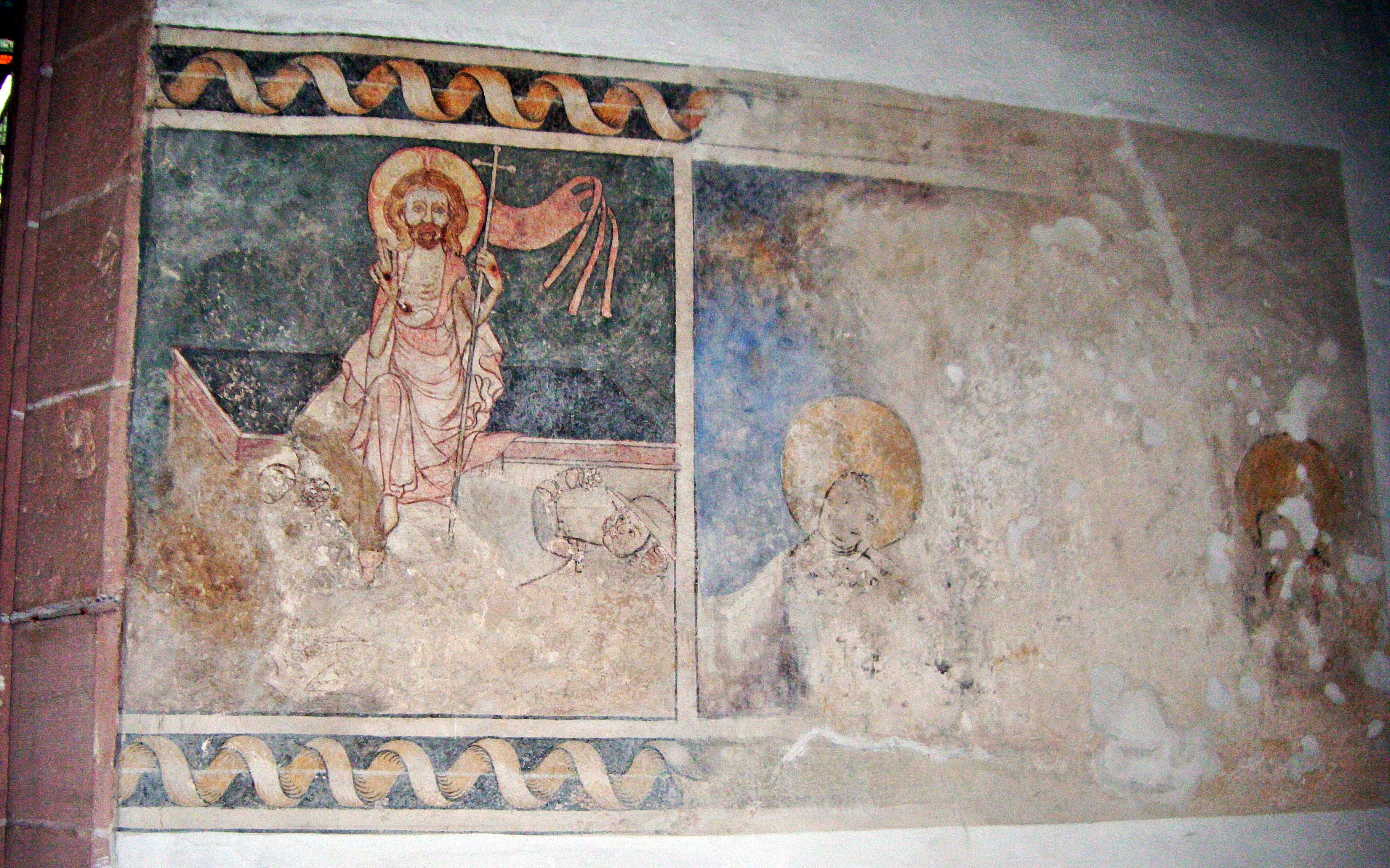
Malereien südliche Ostwand des Chores
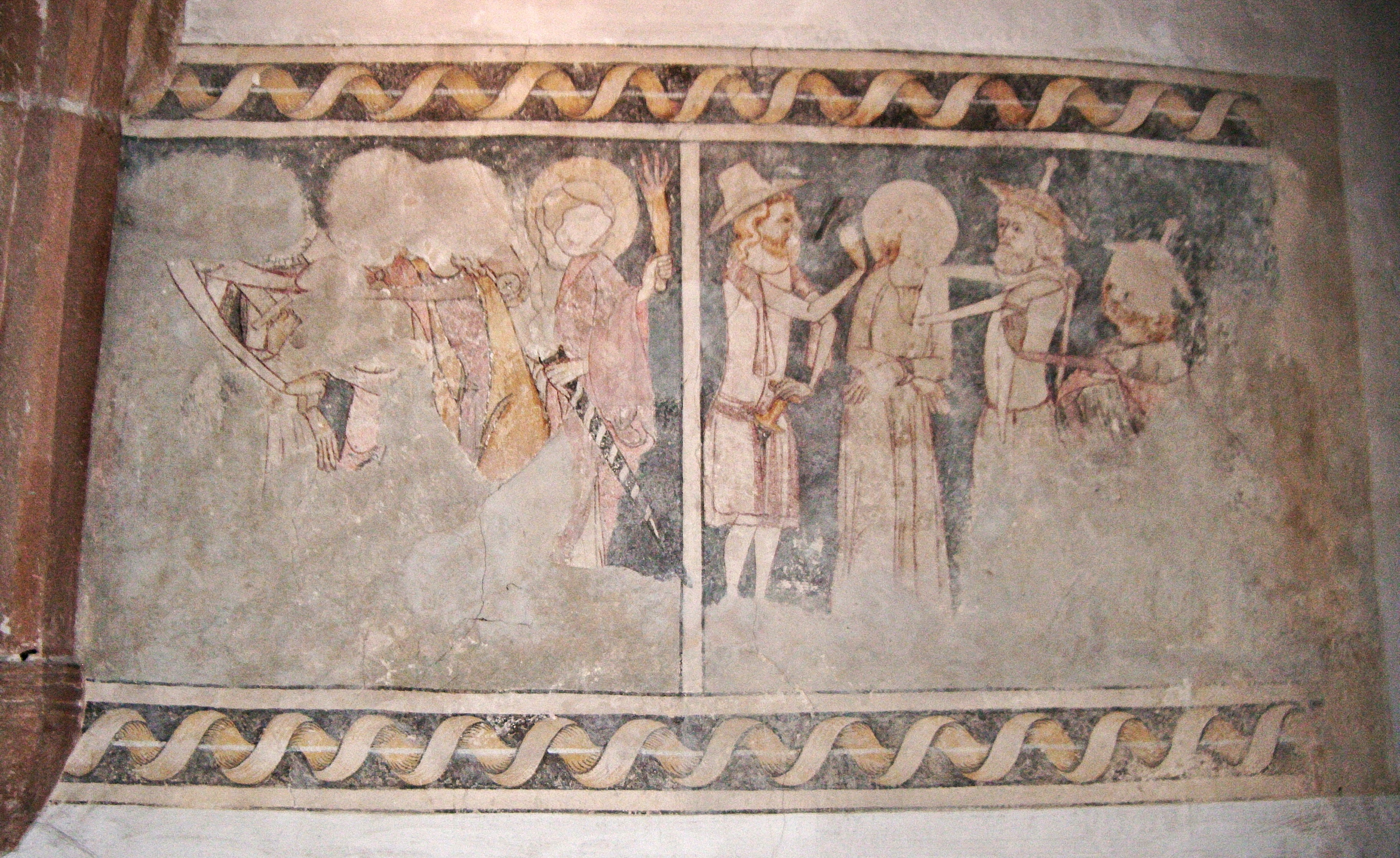
Malereien westliche Nordwand des Chores
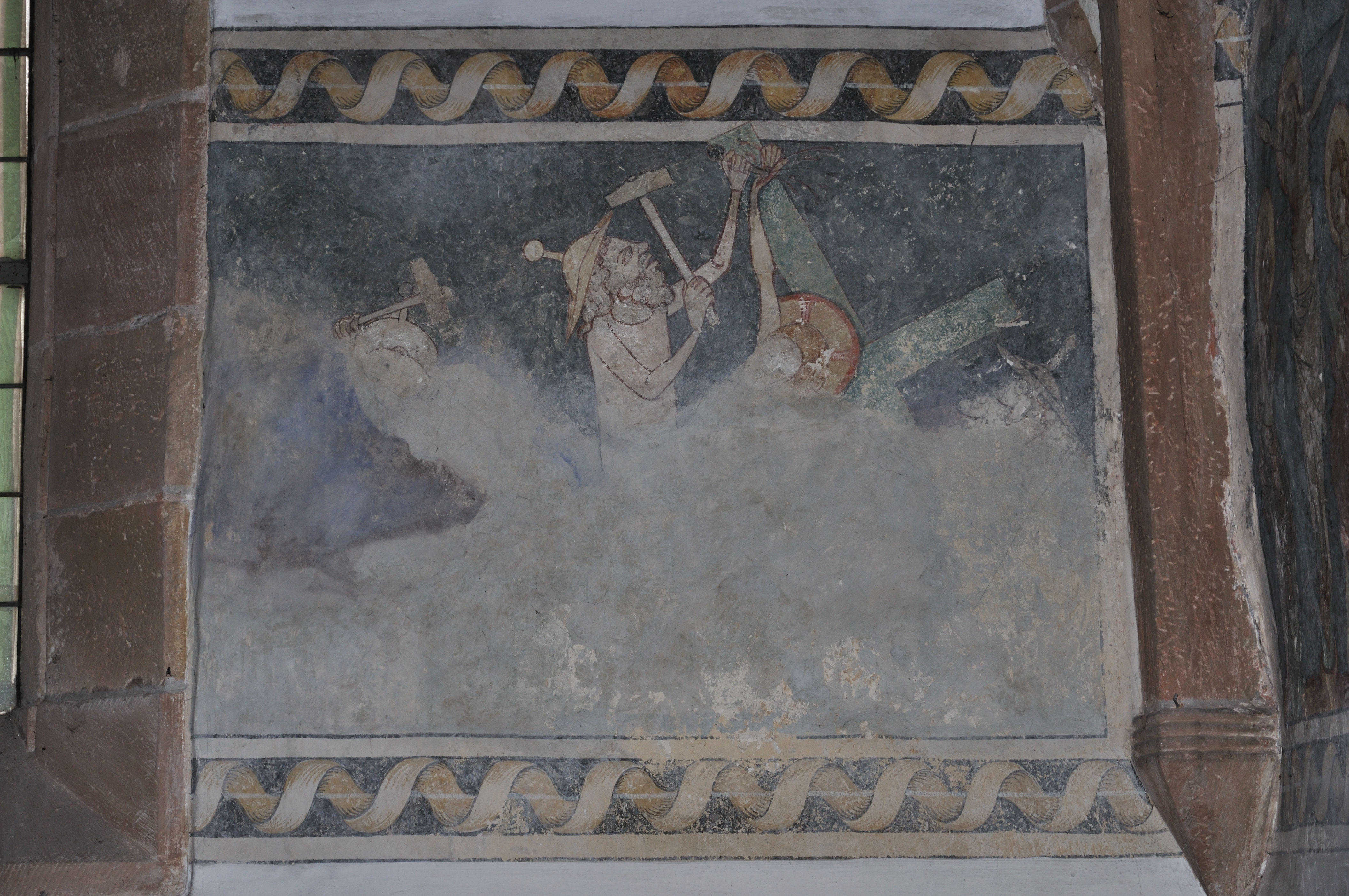
Malereien östliche Nordwand des Chores
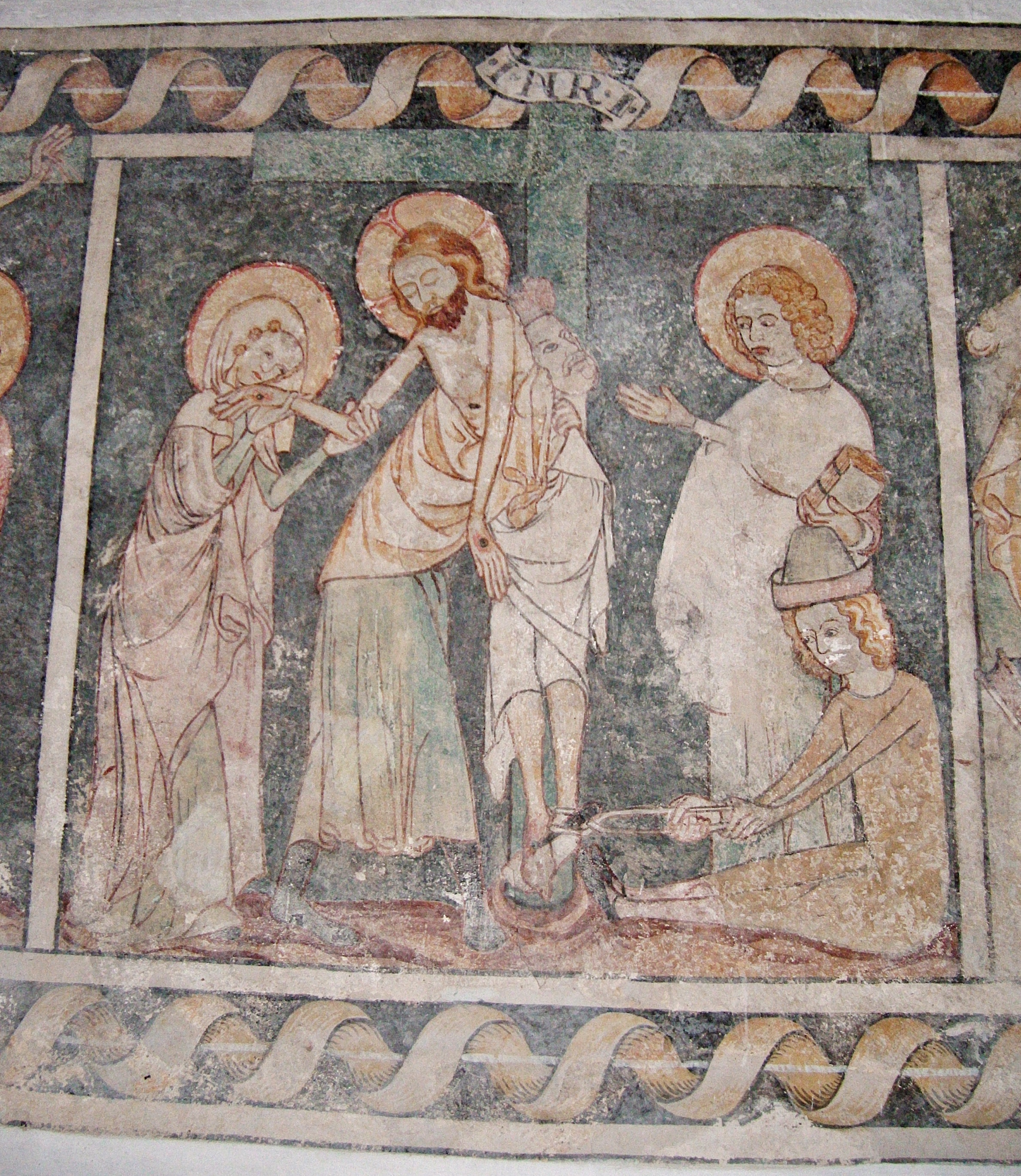
Kreuzabnahme
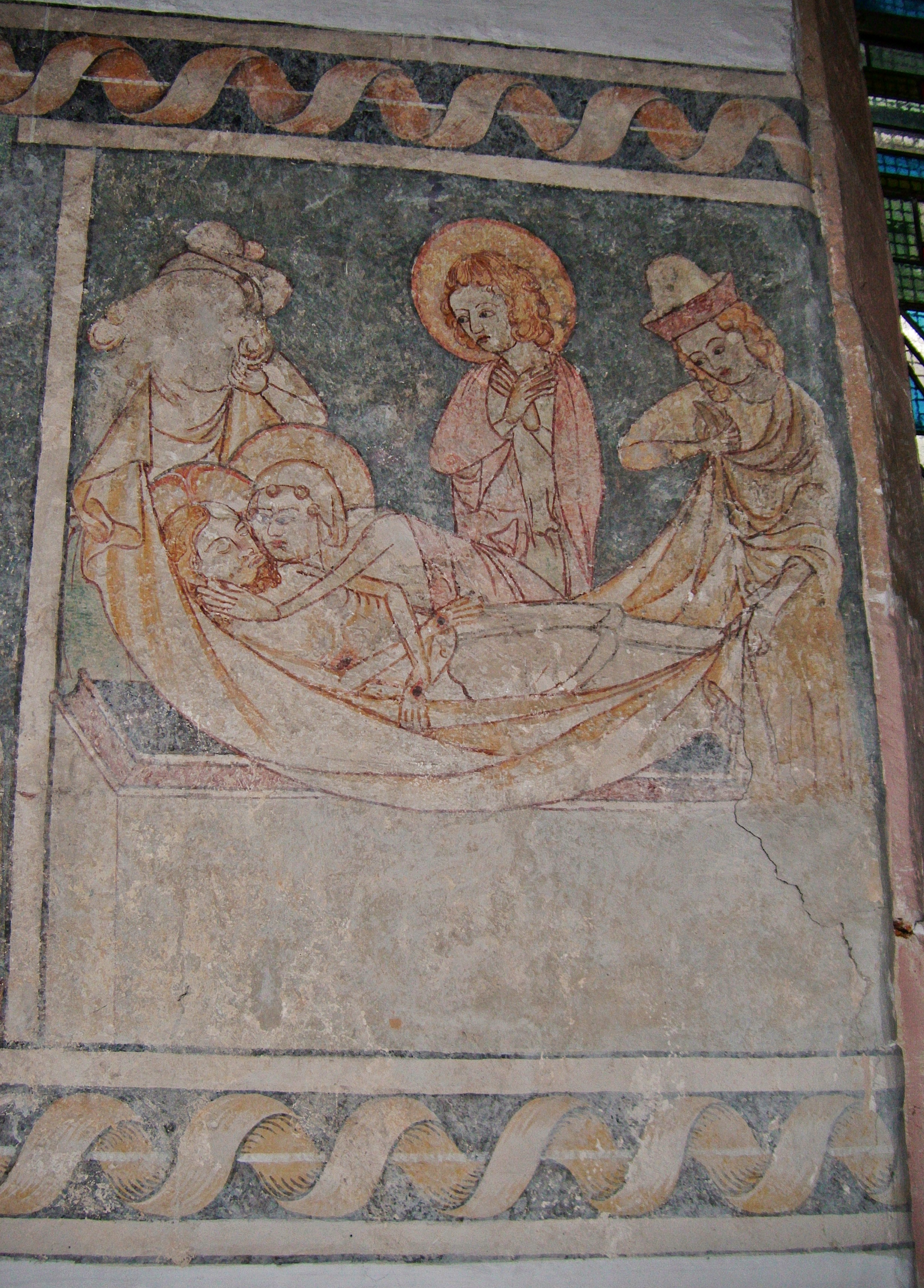
Grablegung
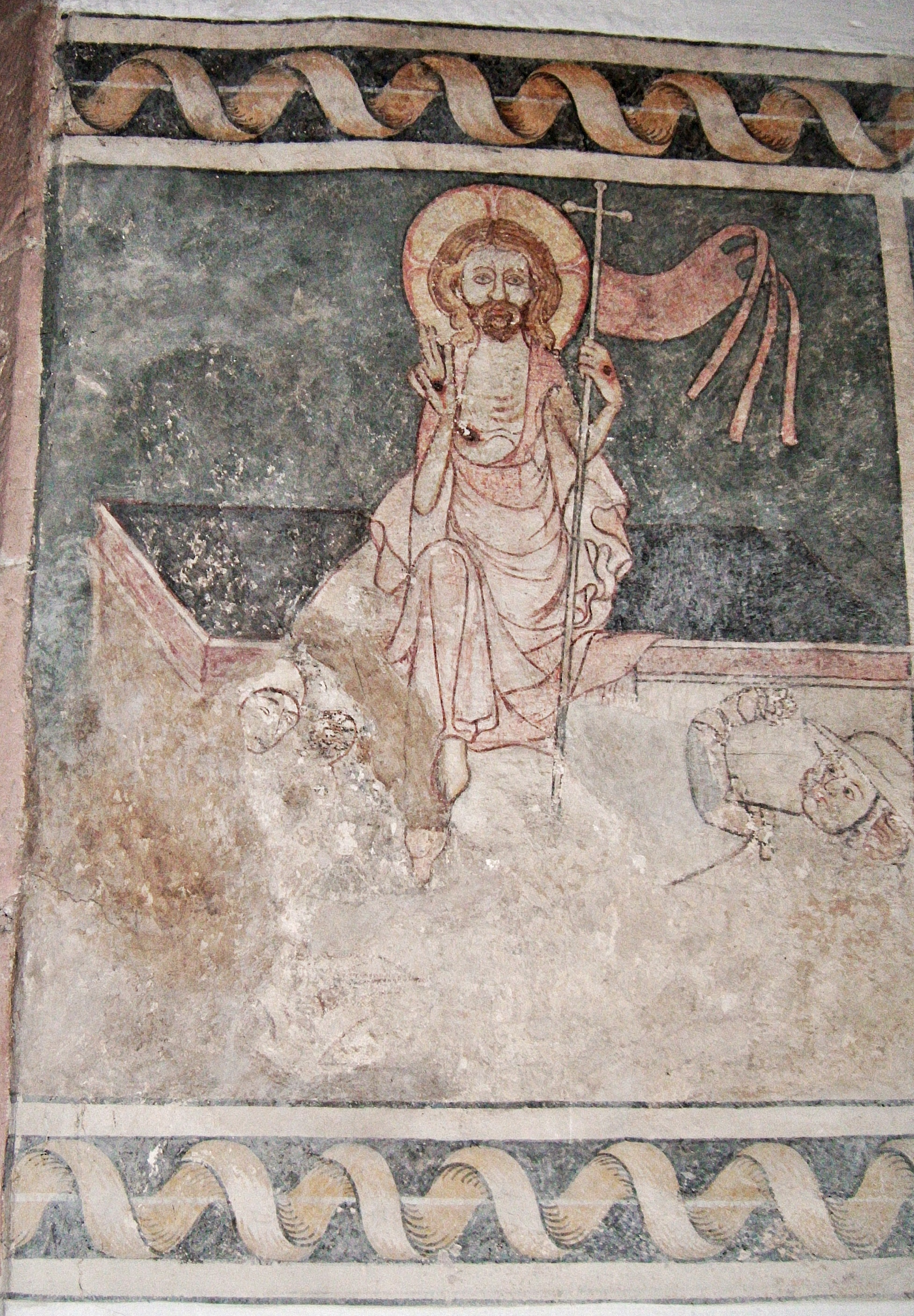
Auferstehung
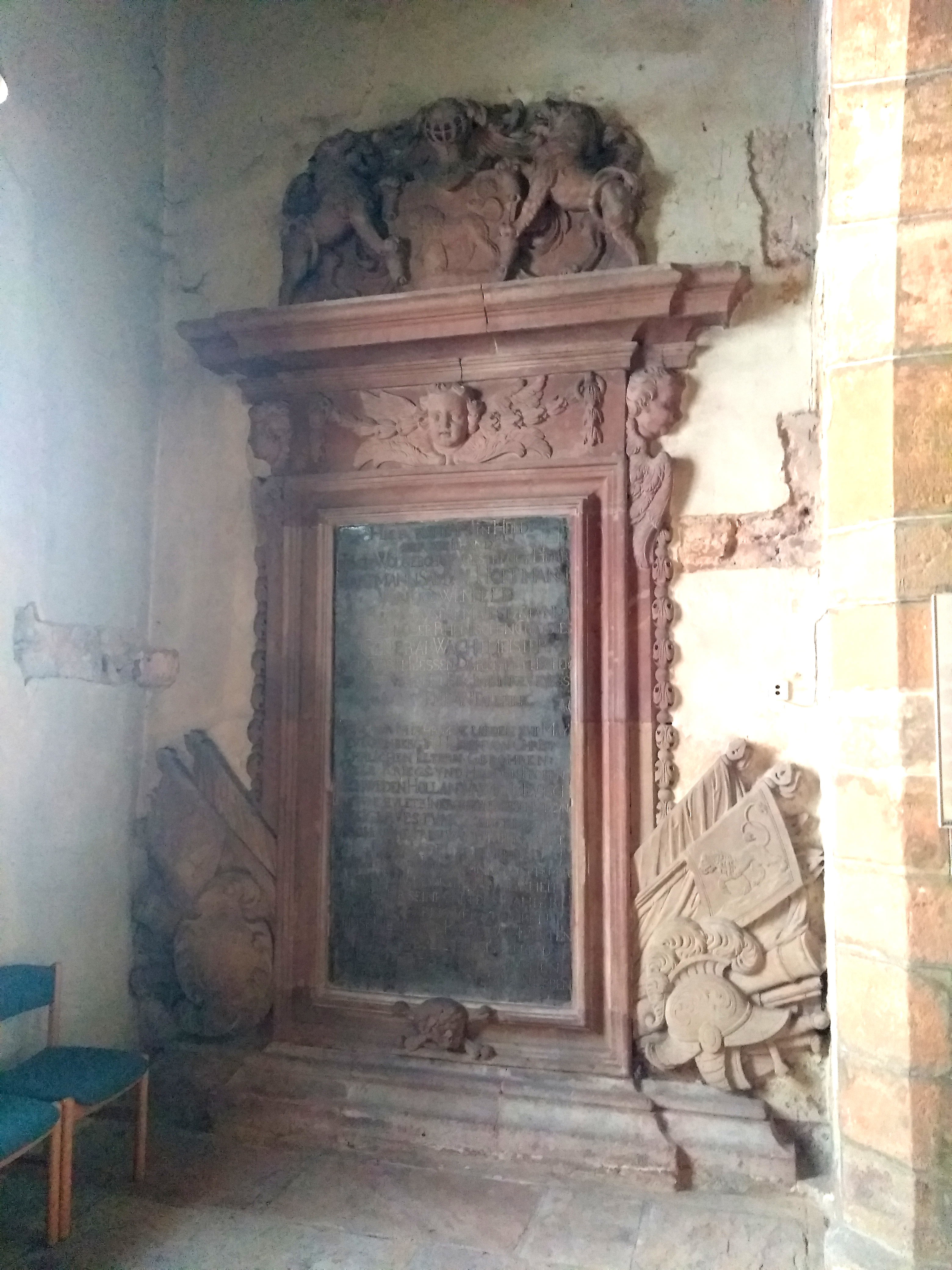
Epitaph Hartmann Samuel Hoffman von Löwenfeld (1653–1709)
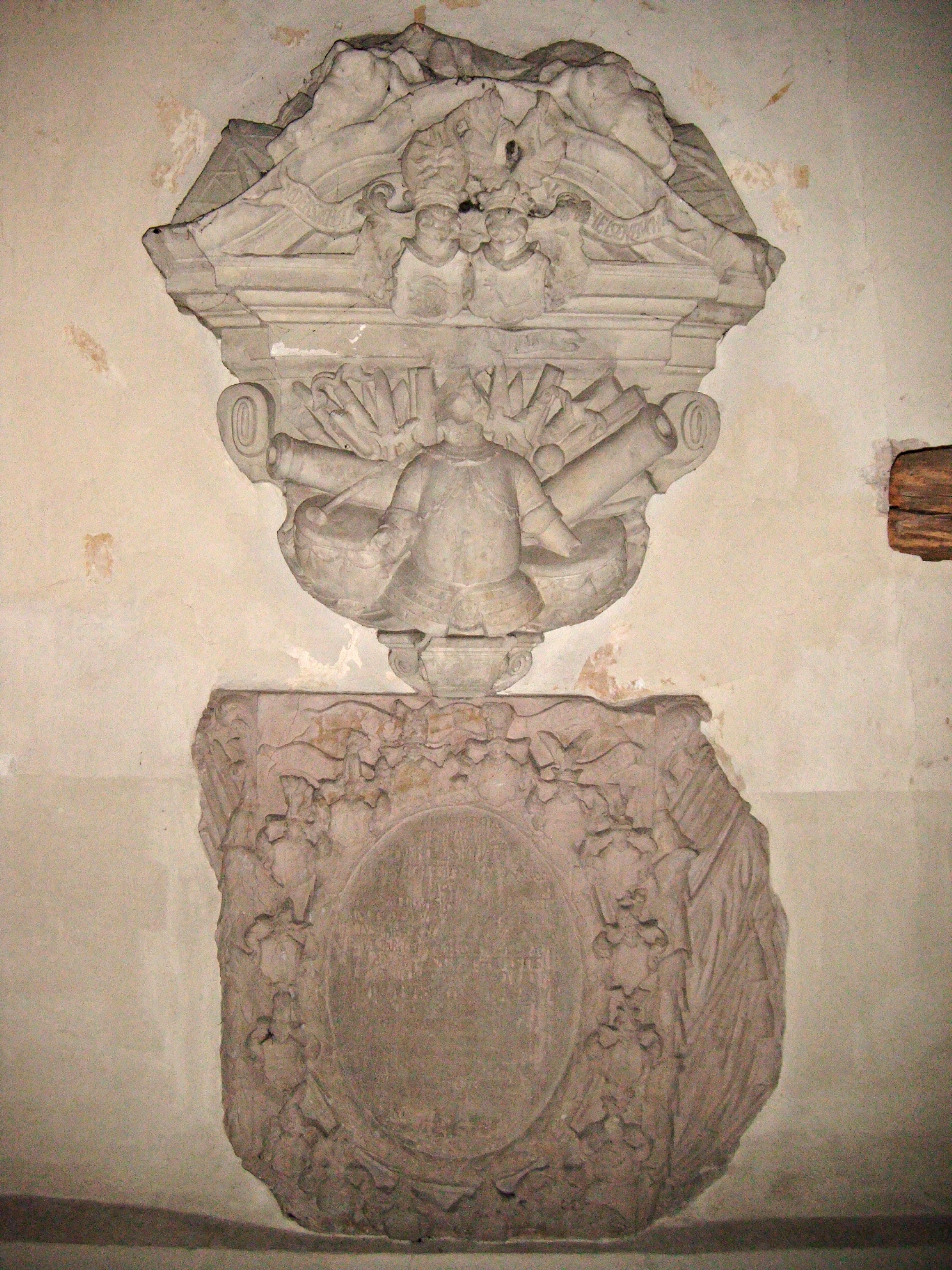
Epitaph Ernst Christoph von der Sachsen (1654–1713)